# Kurt Prenzel
Kurt Prenzel (* 21. April 1900 in Thiemendorf; † 17. November 1976 in Berlin) war ein deutscher Politiker und Parteifunktionär (KPD/SED) und Diplomat. Er war Oberbürgermeister von Görlitz sowie Botschafter der DDR in der Volksrepublik Albanien.

## Leben
Prenzel erlernte in Görlitz den Beruf des Metallschleifers. Seit 1916 gewerkschaftlich organisiert, wurde er 1923 Mitglied der Kommunistischen Partei Deutschlands (KPD). Ab 1923 war er Betriebsobmann der Metallwerke Görlitz und ab 1929 Stadtverordneter in Görlitz. 1931/32 besuchte er die Internationale Lenin-Schule der Komintern in Moskau. 1932 wurde er Mitglied der KPD-Bezirksleitung Breslau. 
Nach der „Machtergreifung“ der Nationalsozialisten 1933 wurde er verhaftet und ins KZ Esterwegen verbracht. 1934 wurde er wegen „Hochverrats“ zu zwei Jahren Gefängnis verurteilt. Nach seiner Haftentlassung arbeitete er 1936/1937 in einer Görlitzer Gießerei, wurde 1937 erneut verhaftet und für zehn Wochen inhaftiert. Nach seiner Haftentlassung emigrierte Prenzel in die Sowjetunion. Später kehrte er nach Deutschland zurück und wurde 1944 im Zusammenhang mit der „Aktion Gitter“ verhaftet und bis 1945 inhaftiert. 
Ab 1945 war er wieder Mitglied der KPD, 1946 wurde er Mitglied der SED. Ab Mai 1945 bis 1946 wirkte er als Bürgermeister und dann von Januar 1946 bis August 1950 als Oberbürgermeister der Stadt Görlitz. Ab Dezember 1948 war er zudem Abgeordneter des Sächsischen Landtags. 
1950 wurde Prenzel Mitarbeiter im Ministerium für Auswärtige Angelegenheiten der DDR (MfAA). Von 1950 bis 1955 war er Leiter der Hauptabteilung „Konsularische Angelegenheiten“ und war von 1950 bis 1953 zugleich auch Leiter der Hauptabteilung II (Übriges Ausland, d. h. nichtsozialistisches Ausland) im MfAA. Er leitete darüber hinaus von 1951 bis 1953 die Regierungskommission zur Markierung der Oder-Neiße-Grenze. Von November 1955 bis August 1960 war Prenzel Botschafter der DDR in Tirana. Ab 1960 war er Verwaltungsdirektor im MfAA und Mitglied des Kollegiums. Er lebte zuletzt in Eichwalde.

## Auszeichnungen und Ehrungen
- Vaterländischer Verdienstorden in Bronze (1955) und in Gold (1960 und 1975)
- Banner der Arbeit (1960)
- Medaille für Kämpfer gegen den Faschismus 1933 bis 1945
- Ehrennadel der Gesellschaft für Deutsch-Sowjetische Freundschaft
- Anlässlich der 900-Jahr-Feier von Görlitz erhielt Prenzel am 12. Juni 1971 das Ehrenbürgerrecht der Stadt Görlitz.[2] Nach ihm war die 19. POS in Görlitz benannt, das Gebäude am Windmühlenweg beherbergt heute das Förderschulzentrum Görlitz.